# バルジェッリーニの聖母
『バルジェッリーニの聖母』（バルジェッリーニのせいぼ、伊: Madonna dei Bargellini、英: Madonna dei Bargellini）、または『バルジェッリーニ祭壇画』（バルジェッリーニさいだんが、伊: Pala Bargellini、英: Bargellini Altarpiece）は、イタリア・バロック期のボローニャ派の画家ルドヴィコ・カラッチが1588年にキャンバス上に油彩で制作した祭壇画である。現在、ボローニャ国立絵画館に所蔵されている。

## 作品
本作はルドヴィコの署名と年記のある最初の作品である。元老院議員を務めたバルジェッリーニ家が、ボローニャのサンティ・フィリッポ・エ・ジャコモ教会にあった家族礼拝堂のために委嘱した。この教会は、隣接するカルメル会派の「改宗した」 (以前、堕落していたか娼婦であった女子の) 修道院と関連を有していた。
この大作は、玉座に腰かけた聖母マリアと幼子イエス・キリストを付き添う天使、智天使とともに描いている。聖母の前には、聖ドミニクス (立って、聖母の顕現を説明しているように見える)、アッシジのフランチェスコ (茶色のウールの衣服を纏い、恍惚として礼拝している)、そして長い髪のマグダラのマリアがいる。前景の聖人たちの中で祈りながら跪いているのは、カルメル会修道女に扮したチェチリア・バルジェッリーニ (Cecilia Bargellini) の肖像で、彼女の上唇右側のほくろまでもが描かれている。チェチリアは、1585年に他界した教皇グレゴリウス13世と血縁関係にあった。
聖母は裸足で、鑑賞者がいるであろうところを見つめている。信心深い鑑賞者は、聖人たちの雄弁な身振りでなされる絵画空間と現実空間の連続性によってこの場面に参加するよう促されている。ルネサンス期の聖会話の絵画では登場人物に動きは見られなかったが、本作は「生きた会話」となっており、人物たちは聖母子に親密に加わっている。
幼子イエスはチェチリアを見下ろしている。聖母の左側にある玉座の肘掛は、バルジェッリーニ家を象徴する紋章の竜であると推測される。聖母の上では、飛翔する智天使が彼女に宝石のついた冠を載せようとしており、香料を撒くもの、聖母にバラを捧げようとするものもいる。聖母子はポルチコ (柱廊玄関) の下にいるが、このポルチコはボローニャにいる人々を示唆している。背景にはボローニャの塔が見えるからである。背景の前には、リュートを弾いている天使と歌っている天使が見える。
堕落した女性たちの守護聖人であるマグダラのマリアの存在は、この絵画の意図された場所に適っている。上部で撒かれている香料と聖母の足元にある銀色の聖水撒布器は浄化の象徴であり、堕落した女性たちに清らかな新しい生活を供給しようとするカルメル会の目的を強調する。